# Andreas Reinke
Andreas Reinke (født 10. januar 1969 i Krakow am See, Østtyskland) er en tidligere tysk fodboldspiller (målmand).
Reinke var i løbet af sin 20 år lange karriere tilknyttet flere klubber i både Tyskland og udlandet, heriblandt Kaiserslautern, Hamburger SV og Werder Bremen. Med både Kaiserslautern og Werder var han med til at vinde såvel Bundesligaen som DFB-Pokalen.

## Titler
Bundesligaen
- 1998 med FC Kaiserslautern
- 2004 med Werder Bremen

DFB-Pokal
- 1996 med FC Kaiserslautern
- 2004 med Werder Bremen

DFB-Ligapokal
- 2006 med Werder Bremen